# Natació als Jocs Olímpics d'estiu de 2012
Als Jocs Olímpics d'Estiu de 2012, realitzats a la ciutat de Londres (Anglaterra, Regne Unit), es disputaren trenta-quatre proves de natació, les mateixes que en l'edició anterior, disset en categoria masculina i disset més en categoria femenina.
La competició se celebrà entre el 28 de juliol i el 4 d'agost a les instal·lacions del London Aquatics Centre pel que fa a les proves realitzades en pisicina, i entre el 9 i 10 d'agost a les instal·lacions del llac Serpetine pel que fa a les proves en aigües obertes.

## Calendari
La competició de natació es va fer entre el 28 i el 4 d'agost, mentre que la de les aigües obertes disputà les seves curses úniques el 9 i el 10 del mateix mes, en categoria femenina i masculina respectivament.

## Països participants

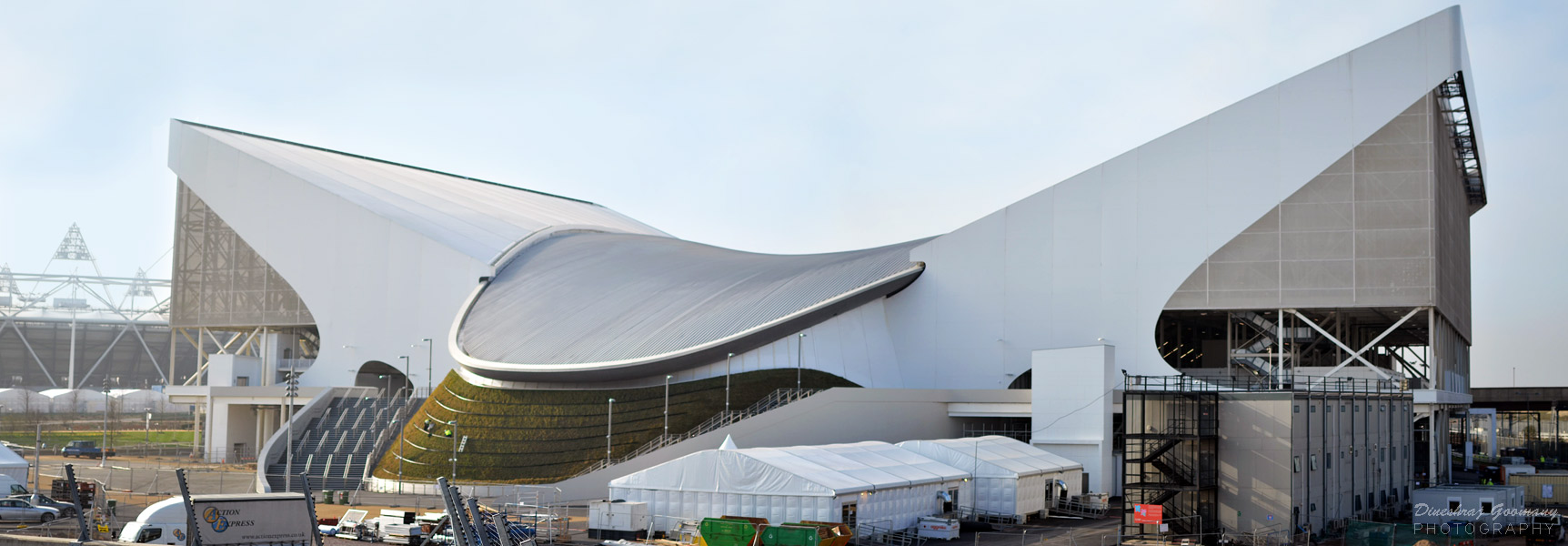
London Aquatics Centre

La FINA anuncià a primers de juliol de 2012 que 166 països participarien en les proves de natació dels Jocs Olímpics de 2012. 59 països aconsegueixen les classificacions mitjançant els temps de qualificació olímpica, 12 per la via del temps de selecció olímpica i 95 via la universalitat. Els països, amb el nombre de nedadors entre parèntesis, són:
| - Albània (2) - Algèria (1) - Samoa Americana (2) - Andorra (2) - Angola (2) - Antigua i Barbuda (2) - Argentina (4) - Armènia (2) - Aruba (2) - Austràlia (47) - Àustria (11) - Azerbaidjan (2) - Bahames (1) - Brunei (2) - Bangladesh (1) - Barbados (1) - Belarús (8) - Bèlgica (13) - Benín (1) - Bermudes (1) - Bolívia (2) - Bòsnia i Hercegovina (2) - Brasil (19) - Brunei (1) - Bulgària (4) - Burkina Faso (2) - Burundi (2) - Camerun (2) - Cambodja (2) - Canadà (33) - Illes Caiman (2) - República Centreafricana (1) - Xile (1) - R.P. de la Xina (51) - Xina Taipei (3) - Colòmbia (3) - Comores (1) - Rep. del Congo (2) - Illes Cook (2) - Costa Rica (2) - Costa d'Ivori (2) - Croàcia (4) | - Cuba (2) - Xipre (1) - Txèquia (6) - Dinamarca (10) - Djibouti (1) - República Dominicana (2) - Equador (3) - Egipte (3) - El Salvador (2) - Estònia (2) - Etiòpia (2) - Fiji (2) - Finlàndia (7) - França (31) - Geòrgia (1) - Alemanya (30) - Regne Unit (44) - Grècia (14) - Grenada (1) - Guam (3) - Guatemala (1) - Guinea (1) - Guyana (2) - Hondures (2) - Hong Kong (3) - Hongria (32) - Islàndia (7) - Índia (1) - Indonèsia (1) - Iran (1) - Iraq (1) - Irlanda (4) - Israel (6) - Itàlia (35) - Jamaica (1) - Japó (29) - Jordània (2) - Kazakhstan (4) - Kenya (2) - Kirguizstan (2) - Kuwait (2) - Laos (1) | - Letònia (2) - Líban (2) - Lesotho (1) - Líbia (1) - Liechtenstein (1) - Lituània (4) - Luxemburg (1) - Macedònia del Nord (2) - Madagascar (2) - Malawi (1) - Malàisia (2) - Maldives (2) - Mali (2) - Malta (2) - Maurici (2) - Illes Marshall (2) - Mèxic (9) - Micronèsia (2) - Moldàvia (2) - Mongòlia (2) - Mònaco (1) - Marroc (1) - Moçambic (2) - Països Baixos (15) - Nepal (2) - Nova Zelanda (17) - Nicaragua (2) - Níger (1) - Noruega (3) - Pakistan (2) - República de Palau (1) - Palestina (2) - Panamà (1) - Papua Nova Guinea (2) - Paraguai (2) - Perú (3) - Filipines (2) - Polònia (19) - Portugal (7) - Puerto Rico (2) - Qatar (2) - Romania (4) | - Rússia (35) - Ruanda (2) - Saint Lucia (1) - Saint Vincent i les Grenadines (1) - San Marino (1) - Senegal (2) - Sèrbia (8) - Seychelles (2) - Singapur (5) - Eslovàquia (5) - Eslovènia (12) - Sud-àfrica (20) - Corea del Sud (15) - Espanya (14) - Sri Lanka (2) - Sudan (2) - Surinam (2) - Eswatini (1) - Suècia (12) - Suïssa (7) - Síria (2) - Tadjikistan (1) - Tanzània (2) - Tailàndia (2) - Togo (1) - Tonga (1) - Trinitat i Tobago (1) - Tunísia (4) - Turquia (6) - Turkmenistan (2) - Uganda (2) - Ucraïna (14) - Emirats Àrabs Units (1) - Estats Units (49) - Uruguai (2) - Uzbekistan (2) - Veneçuela (10) - Vietnam (1) - Illes Verges Americanes (1) - Zàmbia (2) - Zimbàbue (1) |

## Medaller
| Pos.  | País            | Or | Plata | Bronze | Total |
| 1     | Estats Units    | 16 | 9     | 6      | 31    |
| 2     | R.P. de la Xina | 5  | 2     | 3      | 10    |
| 3     | França          | 4  | 2     | 1      | 7     |
| 4     | Països Baixos   | 2  | 1     | 1      | 4     |
| 5     | Sud-àfrica      | 2  | 1     | 0      | 3     |
| 6     | Hongria         | 2  | 0     | 1      | 3     |
| 7     | Austràlia       | 1  | 6     | 3      | 10    |
| 8     | Tunísia         | 1  | 0     | 1      | 2     |
| 9     | Lituània        | 1  | 0     | 0      | 1     |
| 10    | Japó            | 0  | 3     | 8      | 11    |
| 11    | Rússia          | 0  | 2     | 2      | 4     |
| 12    | Belarús         | 0  | 2     | 0      | 2     |
| 12    | Corea del Sud   | 0  | 2     | 0      | 2     |
| 12    | Espanya         | 0  | 2     | 0      | 2     |
| 15    | Canadà          | 0  | 1     | 2      | 3     |
| 15    | Regne Unit      | 0  | 1     | 2      | 3     |
| 17    | Brasil          | 0  | 1     | 1      | 2     |
| 18    | Alemanya        | 0  | 1     | 0      | 1     |
| 19    | Itàlia          | 0  | 0     | 1      | 1     |
| Total | Total           | 34 | 36    | 32     | 102   |

## Medallistes

### Homes
| Prova                        | Or                    | Plata                              | Bronze             |
| 50 m lliure detalls          | Florent Manaudou      | Cullen Jones                       | César Cielo        |
| 100 m lliure detalls         | Nathan Adrian         | James Magnussen                    | Brent Hayden       |
| 200 m lliure detalls         | Yannick Agnel         | Sun Yang · Park Tae-hwan           |                    |
| 400 m lliure detalls         | Sun Yang              | Park Tae-hwan                      | Peter Vanderkaay   |
| 1500 m lliure detalls        | Sun Yang              | Ryan Cochrane                      | Oussama Mellouli   |
| 100 m esquena detalls        | Matt Grevers          | Nick Thoman                        | Ryosuke Irie       |
| 200 m esquena detalls        | Tyler Clary           | Ryosuke Irie                       | Ryan Lochte        |
| 100 m braça detalls          | Cameron van der Burgh | Christian Sprenger                 | Brendan Hansen     |
| 200 m braça detalls          | Dániel Gyurta         | Michael Jamieson                   | Ryo Tateishi       |
| 100 m papallona detalls      | Michael Phelps        | Chad le Clos · Yevgeny Korotyshkin |                    |
| 200 m papallona detalls      | Chad le Clos          | Michael Phelps                     | Takeshi Matsuda    |
| 200 m estils detalls         | Michael Phelps        | Ryan Lochte                        | László Cseh        |
| 400 m estils detalls         | Ryan Lochte           | Thiago Pereira                     | Kosuke Hagino      |
| 4 × 100 m lliure detalls     | França                | Estats Units                       | Rússia             |
| 4 × 200 m lliure detalls     | Estats Units          | França                             | Xina               |
| 4 × 100 m estils detalls     | Estats Units          | Japó                               | Austràlia          |
| 10 km aigües obertes detalls | Oussama Mellouli      | Thomas Lurz                        | Richard Weinberger |